# Xã Marion, Quận Turner, Nam Dakota
Xã Marion (tiếng Anh: Marion Township) là một xã thuộc quận Turner, tiểu bang Nam Dakota, Hoa Kỳ. Năm 2010, dân số của xã này là 186 người.